# Хохолков-Ростовский, Иван Юрьевич
Князь Иван Юрьевич Хохолков-Ростовский — голова, воевода и наместник во времена правления Ивана IV Васильевича Грозного.
Из княжеского рода Хохолковы-Ростовские. Единственный сын боярина и князя Юрия Андреевича Хохолкова-Ростовского.

## Биография
В 1541 году первый воевода войск правой руки во Владимире. В 1547 году годовал первым воеводой в Василь-городе. В 1555-1556 годах голова в государевом полку, участвовал в походах в Коломну, Тулу и Серпухов против крымцев. В 1559 году вновь годовал первым воеводой в Василь-городе. С сентября 1565 года наместник в Нижнем Новгороде. В этом же году подвергся ссылке в Казанский край. В 1566-1568 годах первый воевода в Чебоксарах. В 1579 году воевода в Курмыше.
От брака с неизвестной имел бездетного сына, князя Фёдора Ивановича, казнённого в июле-сентябре 1568 года по делу о заговоре в земщине, его имя записано в синодик опальных людей Ивана Грозного для вечного поминовения. С его смертью прекратился княжеский род.

## Критика
В синодике опальных людей Ивана Грозного, также записано: "... князь Фёдор, да князь Осип, да князь Григорий Ивановы дети Хохолкова Ростовского". В поколенной росписи князей Хохолковы-Ростовские, имён Осип и Григорий  нет, и имеется вероятность, что это также дети князя Ивана Юрьевича не попавшие в родословные книги в связи с их молодостью и казней.